# 白石海夕希
白石 海夕希（しらいし みゆき、1964年1月1日 - ）は、テレビキャスター、気象予報士、ファイナンシャル・プランナー。本名 白石 みゆき（旧姓 矢玉（やだま））。
テレビ東京時代は本名の矢玉みゆきを名乗り、フリーアナウンサーとなってから矢玉みゆ紀に改名、結婚後の2002年10月に芸名を白石海夕希に改名した。

## 人物・経歴
- 跡見学園女子短期大学卒業後、野村証券に入社。その後、テレビ東京のアナウンサーに採用される。
- テレビ東京在籍時に気象予報士の資格を得る。同局で放送されたテレビアニメ「はれときどきぶた」では、実名のお天気お姉さんとしてキャラクターになった（声は声優の渡辺美佐が務めた）。後に悪役の「黒矢玉」も現れた。
- ポケモンショック後に再開された「ポケットモンスター」1回目（1998年4月16日放送）の冒頭で、約3分間の挨拶をしたこともある。
- 1998年10月にフリーアナウンサー（所属：セント・フォース）となる。その間、ニッポン放送系列「オールナイトニッポン」で1日パーソナリティーを務め、日本テレビ系列で放送された「読売新聞は～い朝刊」の土曜深夜（日曜日の朝刊を紹介した番組）のキャスターを務めた他、古巣・テレビ東京系の衛星放送「BSジャパン」ではファイナンシャル・プランナーの資格を生かして、経済番組「ルック@マーケット」にレギュラー出演した。2000年8月には海洋冒険家・白石康次郎（白石鉱次郎）と結婚。
- 2003年4月にセント・フォースを離れ、完全にフリーとなる。

## これまでの出演番組

### テレビ東京時代
- TXNニュースワイド11
- ニュースウェーブ615
- はれときどきぶた
- こちらお天気情報部

### テレビ東京退職後
- 読売新聞は～い朝刊（日本テレビ系列・一部地域を除く）
- オールナイトニッポン（ニッポン放送ほか。放送日不明）
- ルック@マーケット（BSジャパン）